# محمية تشاكو كالتشر التاريخية الوطنية
تعد حديقة تشاكو كالتشر التاريخية الوطنية أحد الحدائق التاريخية الوطنية بالولايات المتحدة التي تحمل التركيز الأكثر كثافة واستثنائية لسكان بويبلو في جنوب غرب أمريكا. وتقع الحديقة في شمال غرب ولاية نيومكسيكو، بين ألباكركي وفارمينغتون في وادٍ بعيد يقطعه النهر تشاكو ووش (Chaco Wash). ونظرًا لاحتوائها على المجموعة الأكبر من الآثار القديمة شمال المكسيك، تحمي الحديقة واحدة من أهم مناطق العصر قبل الكولومبي الثقافية والتاريخية بالولايات المتحدة.
وبين عامي 900 و1150 م، كان تشاكو كانيون مركزًا للثقافة بالنسبة إلى شعوب بويبلو القديمة. وقد استغل التشاكويين كتل الحجر الرملي والأشجار التي سحبوها من مسافات بعيدة في تجميع 15 مجمعًا كبيرًا ظلت هي أكبر المباني في أمريكا الشمالية حتى القرن التاسع عشر. وقد تم عرض دليل على علوم معتقدات الشعوب في تشاكو، ومن الأمثلة المعروفة على ذلك نحت كلمة "Sun Dagger" على الصخر في هضبة فاجادا. وربما تمت محاذاة العديد من المباني الخاصة بالتشاكويين لالتقاط الدورات الشمسية والقمرية، وهو الأمر الذي يتطلب أجيالاً من الملاحظات الفلكية وقرونًا من البناء المنسق بمهارة. ويُعتقد أن تغير المناخ أدى إلى هجرة التشاكويين والتخلي عن الوادي في النهاية، مع بدء فترة جفاف لمدة 50 عامًا بدأت عام 1130.
المواقع الثقافية التشاكوية، والتي تشكل موقعًا من مواقع التراث العالمي وفقًا لمنظمة اليونسكو الذي يقع في منطقة فور كورنرز القاحلة وذات الكثافة السكانية المنخفضة، تعتبر هشة حيث أدت مخاوف السياح من تآكل المنطقة إلى إغلاق هضبة فاجادا أمام الجمهور. وتعتبر هذه المواقع أوطانًا موروثة مقدسة من قبل قبيلتي هوبي وبويبلو، اللذان يحافظان على قصتهما الشفوية عن هجرتهما التاريخية من تشاكو وعلاقتهما الروحية بالأرض. وبالرغم من أن جهود حماية الحديقة يمكن أن تتعارض مع المعتقدات الدينية الأصلية، إلا أن ممثلي القبائل يعملون عن كثب مع هيئة الحدائق الوطنية لتبادل معرفتهم واحترام تراث الثقافة التشاكوية.

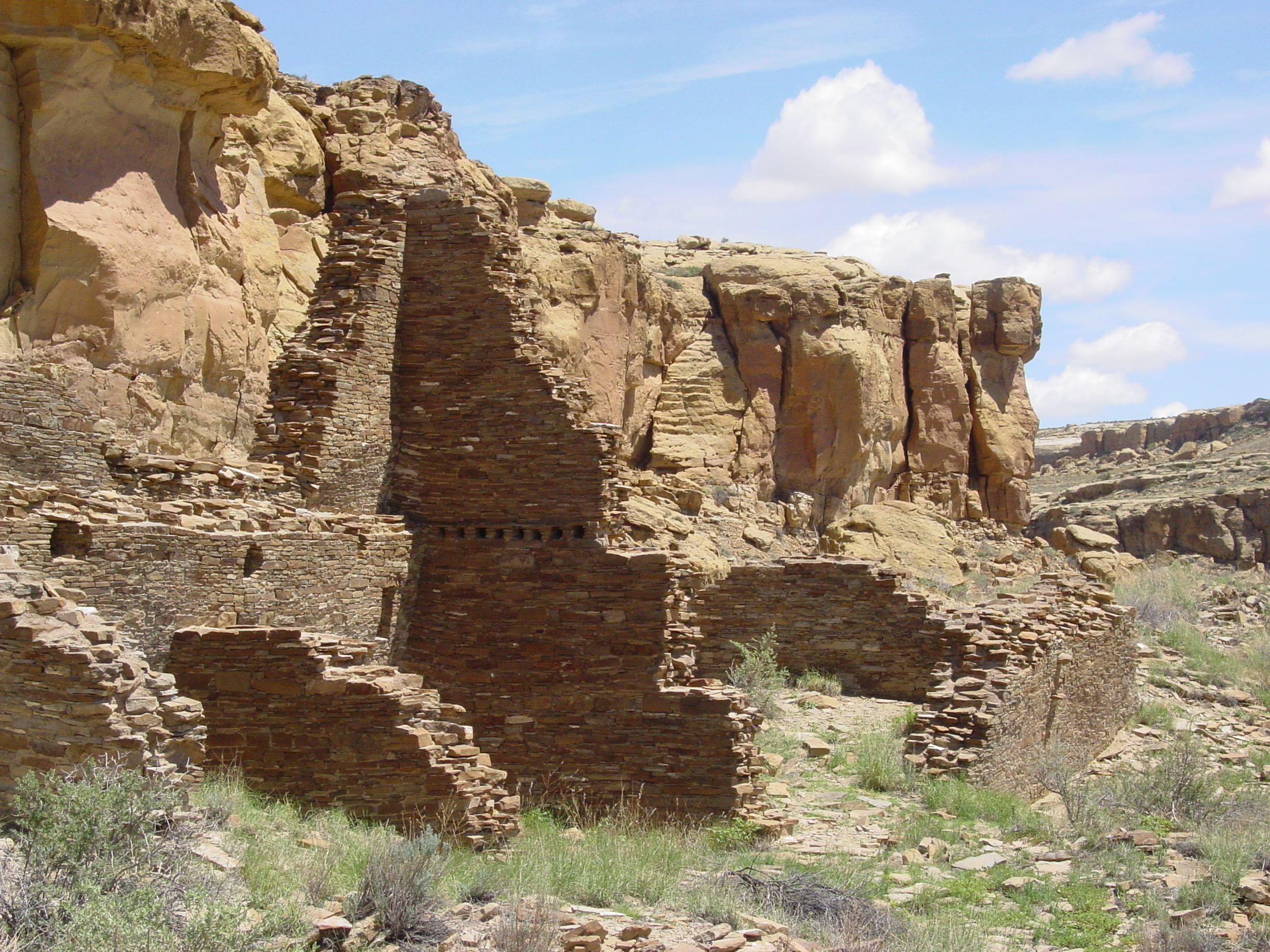

## معرض صور

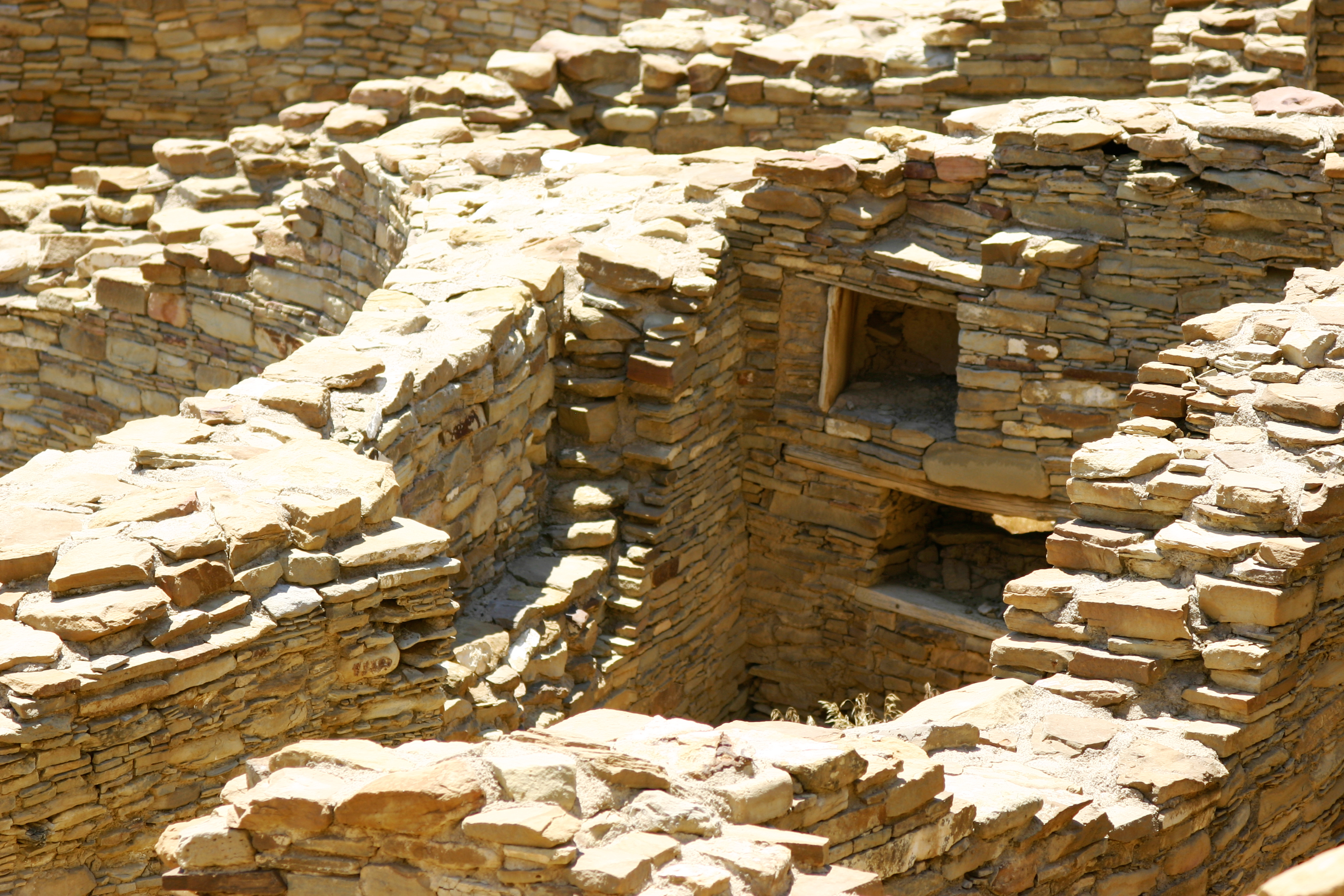
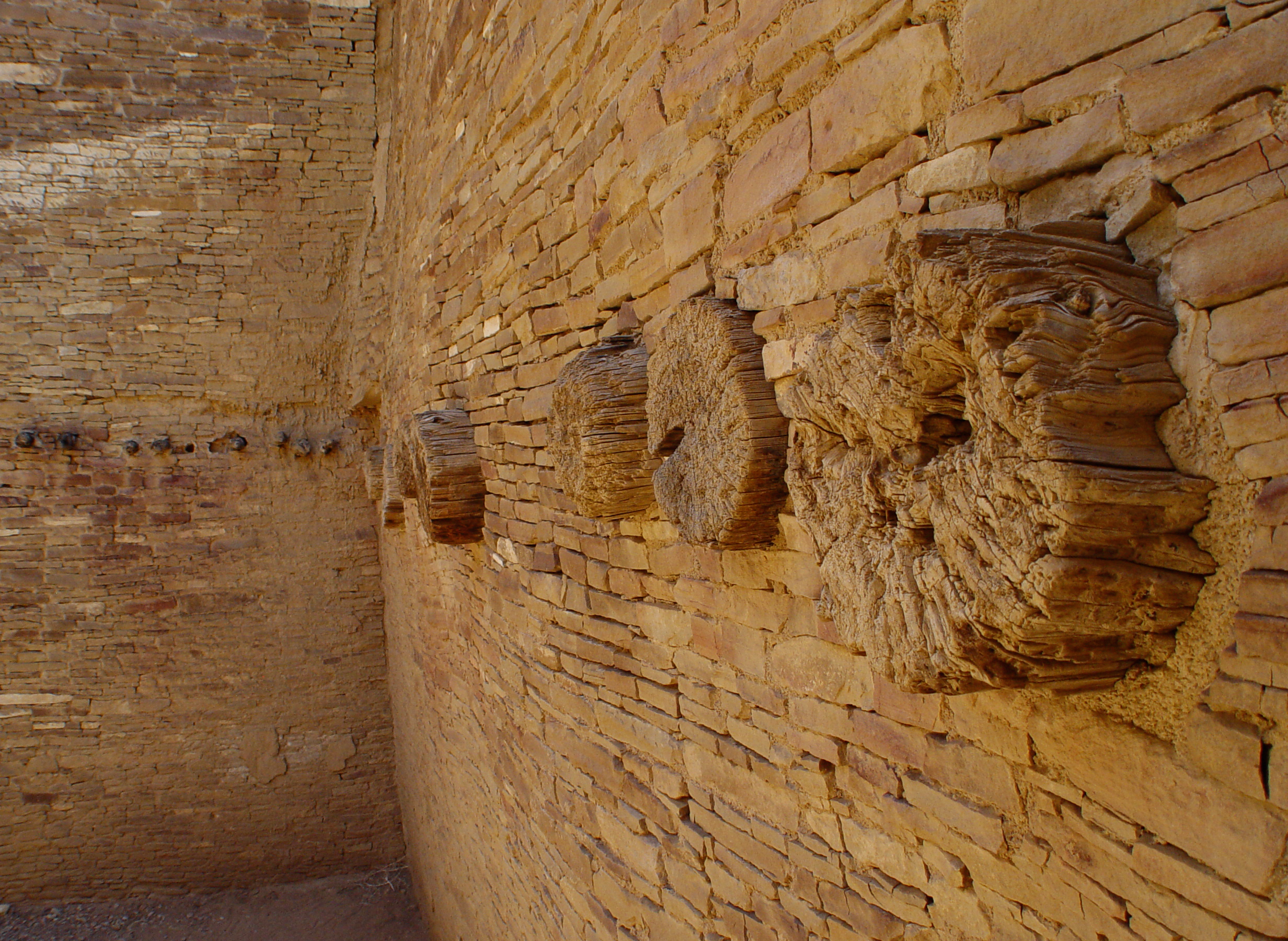
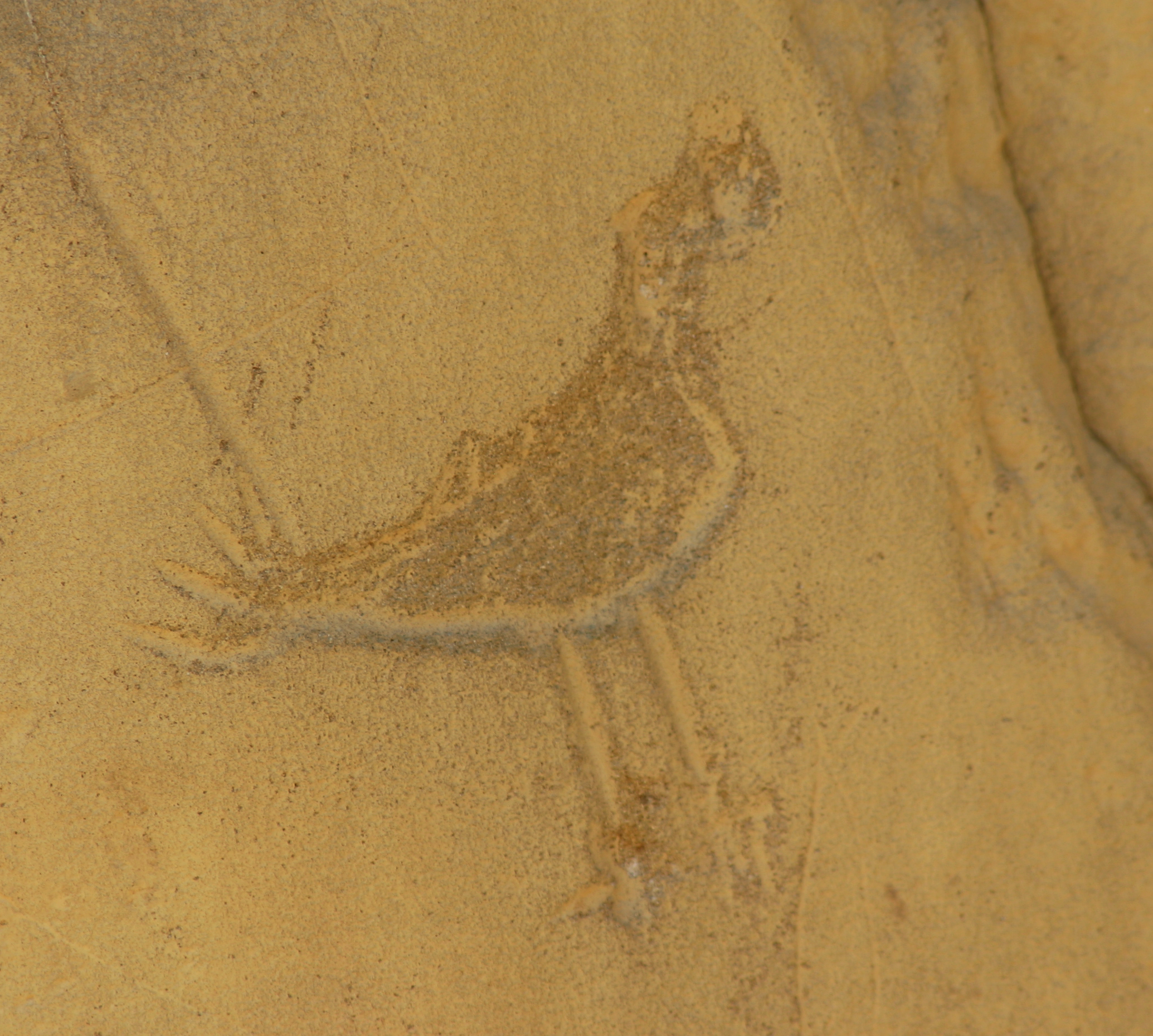
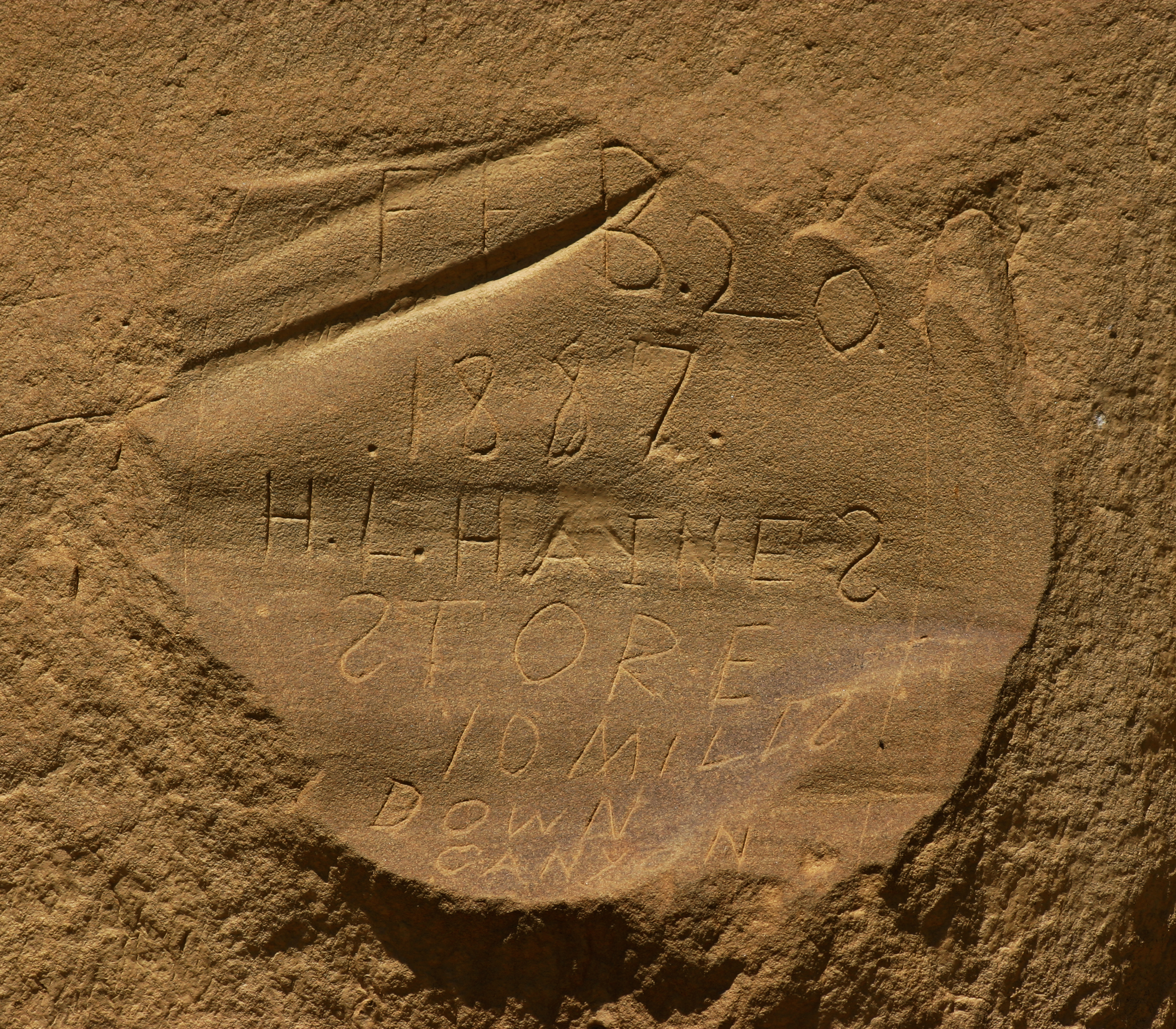
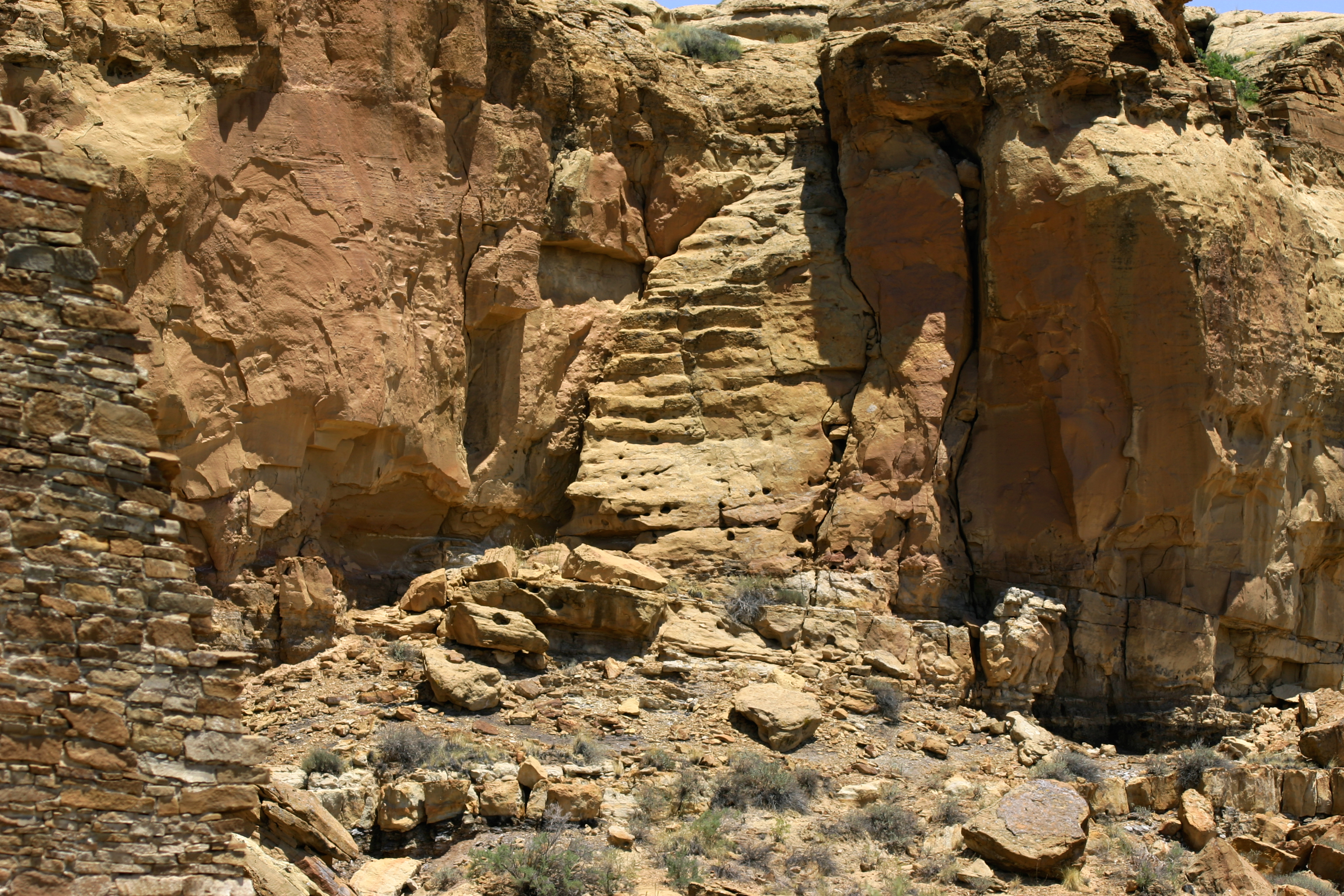

## الاستشهادات
1. ↑  National Park Service 1966.
2. 1 2  Strutin 1994، صفحة 6.
3. ↑  Fagan 2005، صفحات 50–55.
4. ↑  Fagan 2005، صفحة 35.
5. ↑  Fagan 1998، صفحات 177–182.
6. ↑  Sofaer 1997.
7. ↑  Fagan 2005، صفحة 198.
8. 1 2  National Park Service.
9. ↑  Sofaer & Dibble 1999.

## وصلات خارجية
الرسمية والأكاديمية
- Chaco Culture National Historical Park، National Park Service، مؤرشف من الأصل في 2019-12-02
- "Chaco Research Archive"، University of Virginia

الصور والرحلات
- "Chaco Culture National Historical Park"، A National Register of Historic Places Travel Itinerary: American Southwest، National Park Service، مؤرشف من الأصل في 2014-04-20

أخرى
- "Ancient Observatories: Chaco Canyon"، Exploratorium، مؤرشف من الأصل في 2019-05-24
- "The Solstice Project"، Non-profit studying, documenting, and preserving the Sun Dagger، مؤرشف من الأصل في 2019-10-30
- The Sun Dagger Explorer، The Solstice Project، مؤرشف من الأصل في 2016-12-16
- "Chaco Canyon National Historical Park"، Traditions of the Sun، University of California، مؤرشف من الأصل في 2019-05-27